# 토니 랜들
토니 랜들(Tony Randall, 1920년 2월 26일 ~ 2004년 5월 17일)은 미국의 배우이다.

## 출연 작품
- 코미디의 왕 - 본인 역
- 그렘린 2
- 다운 위드 러브 - 테오도르 배너 역